# بد هوفگازتاین
بد هوفگازتاین (به آلمانی: Bad Hofgastein) یک منطقهٔ مسکونی در اتریش است که در ناحیه سنت یوهان ایم پونگاو واقع شده‌است. بد هوفگازتاین ۱۰۳٫۷۳ کیلومتر مربع مساحت دارد ۸۵۹ متر بالاتر از سطح دریا واقع شده‌است.